# Leonid Kulik
Leonid Alekseyevich Kulik (em russo:  еонид Алексеевич Кулик, 19 de agosto de 1883 — 14 de abril de 1942) foi um mineralogista russo conhecido por suas pesquisas sobre meteoritos.

## Biografia
Nasceu em Tartu, na Estônia, e foi educado no Instituto Imperial de Silvicultura em São Petersburgo e na Universidade Estatal de Kazan. Ele serviu no exército russo durante a Guerra Russo-Japonesa, depois passou algum tempo na cadeia por atividades políticas revolucionárias. Ele então serviu com o exército russo durante a Primeira Guerra Mundial. Após a guerra, ele se tornou instrutor, ensinando mineralogia em Tomsk. Em 1920, ele foi oferecido um emprego no Museu Mineralógico em São Petersburgo.
Em 1927, liderou a primeira expedição de pesquisa soviética para investigar o evento de Tunguska, o maior evento de impacto na história registrada, ocorrido em 30 de junho de 1908. Ele fez uma viagem de reconhecimento à região e entrevistou testemunhas. Ele circulou a região onde as árvores haviam sido derrubadas e se convenceu de que todas estavam voltadas para o centro. No entanto, ele não encontrou nenhum fragmento de meteorito do impacto. Durante a Segunda Guerra Mundial, ele novamente lutou por seu país, desta vez em uma milícia paramilitar. Ele foi capturado pelo exército alemão e morreu em um campo de prisioneiros de guerra devido a tifo.